# فرودگاه لیانگ پینگ
فرودگاه لیانگ پینگ (به انگلیسی: Liangping Airport) یک فرودگاه نظامی و Former همگانی با کد یاتا LIA است که یک باند فرود بتن دارد و طول باند آن ۲۳۰۰ متر است. این فرودگاه در کشور چین قرار دارد .